# A magyar jégkorong-válogatott mérkőzései 2003-ban
A magyar jégkorong-válogatott 2003-as programjában szerepelt a Budapesten megrendezett Divízió I/A. Világbajnokság, ahol a hazai csapat a harmadik helyet szerezte meg.

## Eredmények
EIHC Torna
| 597. mérkőzés 2003. február 7. 18:30 (CET) | Fehéroroszország                                   | 4 – 4                         | Magyarország                                    | Minszk |
| 597. mérkőzés 2003. február 7. 18:30 (CET) | Antonenko 4' Pankov 27' Tsyplakov 28' Strakhov 32' | (1:0, 3:1, 0:3) (Jegyzőkönyv) | Gröschl 23' Peterdi 42' Horváth 49' Ladányi 58' | Minszk |

EIHC Torna
| 598. mérkőzés 2003. február 8. 15:00 (CET) | Magyarország             | 2 – 3                         | Lettország                               | Minszk |
| 598. mérkőzés 2003. február 8. 15:00 (CET) | Kovács 52' Palkovics 57' | (0:1, 0:0, 2:2) (Jegyzőkönyv) | Cipruss 7' Romanovskis 44' Beresnevs 47' | Minszk |

EIHC Torna
| 599. mérkőzés 2003. február 9. 13:30 (CET) | Magyarország | 1 – 3                         | Franciaország                   | Minszk |
| 599. mérkőzés 2003. február 9. 13:30 (CET) | Horváth 56'  | (0:1, 0:1, 1:1) (Jegyzőkönyv) | Barin 6' Gras 31' Aimonetto 49' | Minszk |

Barátságos mérkőzés
| 600. mérkőzés 2003. április 1. 18:00 (CET) | Magyarország | 0 – 3                         | Norvégia                            | Székesfehérvár Nézőszám: 1500 Játékvezetők: Konc |
| 600. mérkőzés 2003. április 1. 18:00 (CET) |              | (0:1, 0:1, 0:1) (Jegyzőkönyv) | Skröder 7' Hansen 25' Dahlström 49' | Székesfehérvár Nézőszám: 1500 Játékvezetők: Konc |

Barátságos mérkőzés
| 601. mérkőzés 2003. április 3. | Magyarország              | 2 – 1                         | Norvégia   | Dunaújváros Nézőszám: 900 Játékvezetők: Incze |
| 601. mérkőzés 2003. április 3. | Gröschl 26' Palkovics 41' | (0:0, 1:1, 1:0) (Jegyzőkönyv) | Hansen 27' | Dunaújváros Nézőszám: 900 Játékvezetők: Incze |

Divízió I/A. Világbajnokság
| 602. mérkőzés 2003. április 15. 20:00 (CET) | Hollandia                | 2 – 4                         | Magyarország                             | Budapest Nézőszám: 7000 Játékvezetők: Konc |
| 602. mérkőzés 2003. április 15. 20:00 (CET) | Ten Bokkel 5' Eimers 18' | (2:0, 0:1, 0:3) (Jegyzőkönyv) | Kovács 23' Palkovics 48' Ladányi 51' 55' | Budapest Nézőszám: 7000 Játékvezetők: Konc |

Divízió I/A. Világbajnokság
| 603. mérkőzés 2003. április 16. 20:00 (CET) | Magyarország                                | 4 – 4                         | Románia                    | Budapest Nézőszám: 7500 Játékvezetők: St. Laurent |
| 603. mérkőzés 2003. április 16. 20:00 (CET) | Tőkési 7' Kovács 16' Gröschl 39' Ocskay 60' | (2:2, 1:0, 1:2) (Jegyzőkönyv) | Elekes 2' 12' 44' Geru 46' | Budapest Nézőszám: 7500 Játékvezetők: St. Laurent |

Divízió I/A. Világbajnokság
| 604. mérkőzés 2003. április 18. 20:00 (CET) | Magyarország | 1 – 4                         | Kazahsztán                                | Budapest Nézőszám: 8500 Játékvezetők: Hanson |
| 604. mérkőzés 2003. április 18. 20:00 (CET) | Sille 16'    | (1:3, 0:0, 0:1) (Jegyzőkönyv) | Krizajev 3' Szemjonov 8' 14' Koreskov 57' | Budapest Nézőszám: 8500 Játékvezetők: Hanson |

Divízió I/A. Világbajnokság
| 605. mérkőzés 2003. április 20. 20:00 (CET) | Litvánia | 0 – 4                         | Magyarország                             | Budapest Nézőszám: 4000 Játékvezetők: Zalatelj |
| 605. mérkőzés 2003. április 20. 20:00 (CET) |          | (0:2, 0:1, 0:1) (Jegyzőkönyv) | Peterdi 4' Ladányi 13' 42' Palkovics 30' | Budapest Nézőszám: 4000 Játékvezetők: Zalatelj |

Divízió I/A. Világbajnokság
| 606. mérkőzés 2003. április 21. 20:00 (CET) | Magyarország | 1 – 3                         | Lengyelország          | Budapest Nézőszám: 8800 Játékvezetők: Hanson |
| 606. mérkőzés 2003. április 21. 20:00 (CET) | Horváth      | (1:1, 0:2, 0:0) (Jegyzőkönyv) | Plachta Garbocz Slabon | Budapest Nézőszám: 8800 Játékvezetők: Hanson |

EIHC Torna
| 607. mérkőzés 2003. szeptember 5. 21:00 (CET) | Olaszország               | 2 – 4                         | Magyarország                            | Claut Nézőszám: 600 Játékvezetők: Iskra |
| 607. mérkőzés 2003. szeptember 5. 21:00 (CET) | De Toni 45' Fontanive 48' | (0:2, 0:2, 2:0) (Jegyzőkönyv) | Ladányi 4' Palkovics 6' 36' Gröschl 30' | Claut Nézőszám: 600 Játékvezetők: Iskra |

EIHC Torna
| 608. mérkőzés 2003. szeptember 6. 17:00 (CET) | Szlovénia                                            | 5 – 3                         | Magyarország                       | Claut Nézőszám: 2000 Játékvezetők: Matuszak |
| 608. mérkőzés 2003. szeptember 6. 17:00 (CET) | Hafner 6' Rozic 10' Razingar 22' 60' Avgustincic 28' | (2:0, 2:3, 1:0) (Jegyzőkönyv) | Ladányi 22' Palkovics 28' Rajz 30' | Claut Nézőszám: 2000 Játékvezetők: Matuszak |

EIHC Torna
| 609. mérkőzés 2003. szeptember 7. 14:30 (CET) | Lengyelország | 1 – 1 (Hu.)                        | Magyarország | Claut Nézőszám: 150 Játékvezetők: Kovács |
| 609. mérkőzés 2003. szeptember 7. 14:30 (CET) | Jakubik 43'   | (0:0, 0:0, 1:1, 0:0) (Jegyzőkönyv) | Gröschl 56'  | Claut Nézőszám: 150 Játékvezetők: Kovács |

EIHC Torna
| 610. mérkőzés 2003. november 6. 17:30 (CET) | Magyarország                             | 4 – 2                         | Szlovákia            | Budapest, AstraZeneca Jégcsarnok Nézőszám: 1000 Játékvezetők: Yrda |
| 610. mérkőzés 2003. november 6. 17:30 (CET) | Ladányi 10' Palkovics 37' 39' Ocskay 54' | (1:1, 2:1, 1:0) (Jegyzőkönyv) | Cakajik 9' Hudec 30' | Budapest, AstraZeneca Jégcsarnok Nézőszám: 1000 Játékvezetők: Yrda |

EIHC Torna
| 611. mérkőzés 2003. november 7. 18:00 (CET) | Magyarország                        | 3 – 3 (Hu.)                        | Hollandia                       | Budapest, AstraZeneca Jégcsarnok Nézőszám: 1500 |
| 611. mérkőzés 2003. november 7. 18:00 (CET) | Horváth 7' Sándor 40' Palkovics 55' | (1:0, 1:3, 1:0, 0:0) (Jegyzőkönyv) | Hoogsteen 22' Hoogsteen 25' 38' | Budapest, AstraZeneca Jégcsarnok Nézőszám: 1500 |

EIHC Torna
| 612. mérkőzés 2003. november 9. 17:45 (CET) | Magyarország                    | 3 – 6                         | Fehéroroszország                                                     | Budapest, AstraZeneca Jégcsarnok Játékvezetők: Bakker |
| 612. mérkőzés 2003. november 9. 17:45 (CET) | Tokaji 1' Sándor 6' Peterdi 15' | (3:3, 0:2, 0:1) (Jegyzőkönyv) | Tsyplakov 6' 11' Zhurik 9' Zadzialionau 27' Kostitsyn 37' Shagov 48' | Budapest, AstraZeneca Jégcsarnok Játékvezetők: Bakker |

EIHC Torna
| 613. mérkőzés 2003. december 18. 16:30 (CET) | Olaszország | 1 – 1 (Hu.)                        | Magyarország | Maribor Nézőszám: 346 Játékvezetők: Passchier |
| 613. mérkőzés 2003. december 18. 16:30 (CET) | Grossi 35'  | (0:0, 1:1, 0:0, 0:0) (Jegyzőkönyv) | Ladányi 26'  | Maribor Nézőszám: 346 Játékvezetők: Passchier |

EIHC Torna
| 614. mérkőzés 2003. december 19. 16:30 (CET) | Hollandia                                       | 4 – 5 (Hu.)                        | Magyarország                                         | Maribor Nézőszám: 370 Játékvezetők: Bagozza |
| 614. mérkőzés 2003. december 19. 16:30 (CET) | Hartogs 14' Kroon 45' Salomonson 47' Eimers 51' | (1:2, 0:2, 3:0, 0:1) (Jegyzőkönyv) | Borbás 2' Gröschl 13' Rajz 24' Tokaji 27' Szélig 64' | Maribor Nézőszám: 370 Játékvezetők: Bagozza |

EIHC Torna
| 615. mérkőzés 2003. december 20. 17:00 (CET) | Magyarország         | 2 – 4                         | Szlovénia                           | Maribor Nézőszám: 830 Játékvezetők: Passchier |
| 615. mérkőzés 2003. december 20. 17:00 (CET) | Gröschl 10' Orsó 56' | (1:2, 0:1, 1:1) (Jegyzőkönyv) | Pretnar 8' Rebolj 14' Vnuk 32' 346' | Maribor Nézőszám: 830 Játékvezetők: Passchier |